# Munkebjerg og Omegn
|  | Denne artikel er oprettet af botten PalnaBot ud fra en ekstern database. Den kan derfor have sproglige fejl eller mangler. Denne skabelon kan fjernes efter kontrol af indholdet. |

Munkebjerg og Omegn er en film med ukendt instruktør.

## Handling
Færge sejler på Vejle fjord. Fra jernbanestation, lokomotiv med togvogne kører ind på stationen. To damer går ned ad meget høj trappe og forsætter ud i naturen. Flere damer, skovrestaurant. Børn leger ved vejsten. Ged ved gammelt hus. Mand pløjer og mand til hest. Dans. Børn og voksne danser runddans. Mand med æsel. Dreng ser ud over by. Pige ved gamle huse. Større hus ved dæmning og vandfald.